# Bałdoń
Bałdoń is een plaats in het Poolse district  Kaliski, woiwodschap Groot-Polen. De plaats maakt deel uit van de gemeente Godziesze Wielkie en telt 210 inwoners.